# Гдовский музей истории края
Гдовский музей истории края — музей, расположенный в городе Гдов Псковской области.

## История
Музей основан в 1919 году членами Географического общества и местной интеллигенцией. Основой музейных фондов стала национализированная коллекция гдовского купца Константина Свешникова. В музее был большой естественно-географический раздел и богатая археологическая коллекция. Первым директором музея был учитель Гдовской школы II ступени А. П. Пашков.
Во время Великой Отечественной войны музей был уничтожен. В послевоенное время он начал возрождаться в стенах Гдовской средней школы по инициативе учителей-энтузиастов Николая Владимировича Иванова и Веры Владимировны Беляковой. 29 декабря 1976 года музей открылся в отдельном здании. Три года музей работал как народный, на общественных началах; в 1979 году был включён в состав Псковского государственного объединенного историко-архитектурного и художественного музея-заповедника. В 2006 году в результате реорганизации стал самостоятельным муниципальным учреждением. При музее работает «Клуб старожилов» — общественная организация, насчитывающая около 100 членов.

## Фонды
Фонд музея основан на дарах жителей Гдова и Гдовского района, которые приносили в музей фотографии, документы, награды и предметы быта. Также в коллекции музея есть археологические артефакты — в их числе меч X века западноевропейского производства, найденный местным жителем на берегу Чудского озера. Интерес представляют экспозиции, посвящённые история Гдовской крепости и храма внутри крепости; материалы о Ледовом побоище, история рода Коновницыных и местечка Кярово, где похоронен герой Отечественной войны 1812 года Петра Петровича Коновницына. Рассказывает музей и о быте жителей Гдовского уезда.
В 2007 году Гдовский музей истории края стал победителем конкурса «Меняющийся музей в меняющемся мире» с проектом «Гдов — столица снетка», в рамках которого было собрано множество экспонатов, связанных с Чудским озером и жизнью рыбаков, а в музее была организована одноименная выставка. В 2015—2016 годах музеем был реализован проект «Всё о льне от „А“ до „Я“», посвящённый песенным и сельскохозяйственным традициям Гдовского уезда; этот проект стал победителем II Всероссийского конкурса проектов «Культурная мозаика для малых городов и сёл».
В 2023 году в честь 700-летия со дня упоминания Гдова в летописных источниках по инициативе Общественного совета при Комитете по культуре Псковской области музею была передана в дар переносная выставка «Гдовские гусляры: богатство гусельной культуры России».
Возле здания музея установлен на постаменте трактор СХТЗ 15/30 выпуска 1932 года в рабочем состоянии, который был передан в дар музею механизатором Я. С. Фотькиным в 1981 году в качестве памятника труженикам сельского хозяйства.

## Здание музея
Двухэтажное здание, в котором размещается музей, было построено для купца и городского головы Ивана Антоновича Бояринова в 1915 году (некоторые источники датируют этот дом концом XIX века) из красного кирпича, изготовленного на местном заводе. На момент постройки к дому примыкала деревянная лавка-галерея, через которую можно было попасть в соседний деревянный дом, где жил отец купца Антон Бояринов. На первом этаже дома И. А. Бояринова находился магазин швейных машинок фирмы «Зингер», на втором этаже располагались хозяйские покои (гостиная, спальни и детские комнаты). В 1919 году здание было национализировано, в нём разместился уездный исполнительный комитет. В дальнейшем здание поочередно занимали суд, гостиница и райком партии.
Дом Бояринова стал одним из трёх дореволюционных зданий Гдова, не разрушенных в годы Великой Отечественной войны. 4 февраля 1944 года партизаны Н. А. Андреев и Ф. А. Шонин водрузили на этот дом красное знамя в знак освобождения Гдова от немецко-фашистских захватчиков. После войны в бывшем доме Бояринова размещались различные государственные учреждения; в 1992 году здание было передано музею, но фактически музей смог в него въехать только в конце 2009 года после проведенного на муниципальные средства ремонта. В 1998 году постановлением Псковского областного Собрания депутатов № 542 дом Бояринова был взял под государственную охрану как памятник архитектуры, объект культурного наследия России регионального значения.

## Галерея

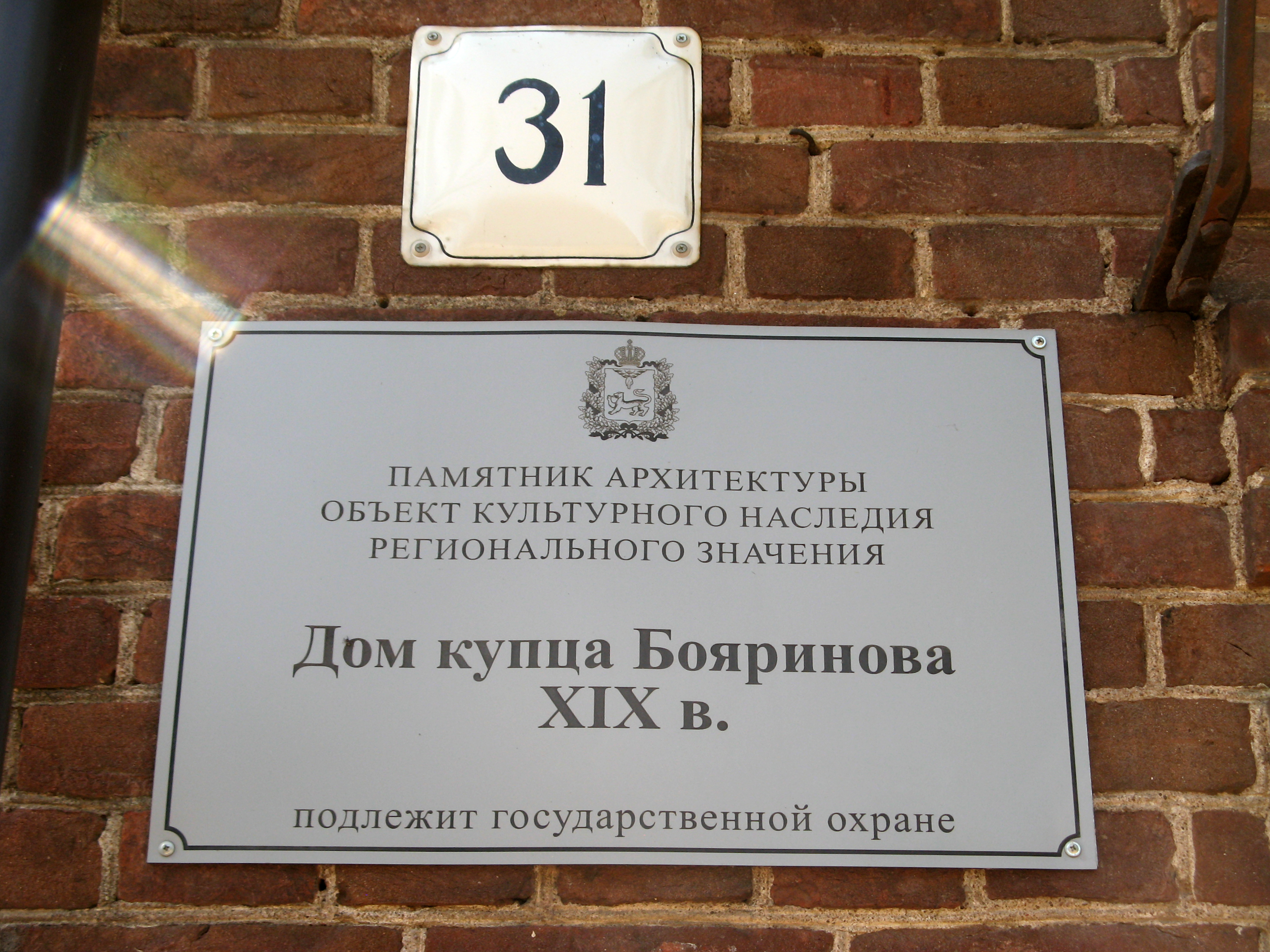
Здание музея — объект культурного наследия
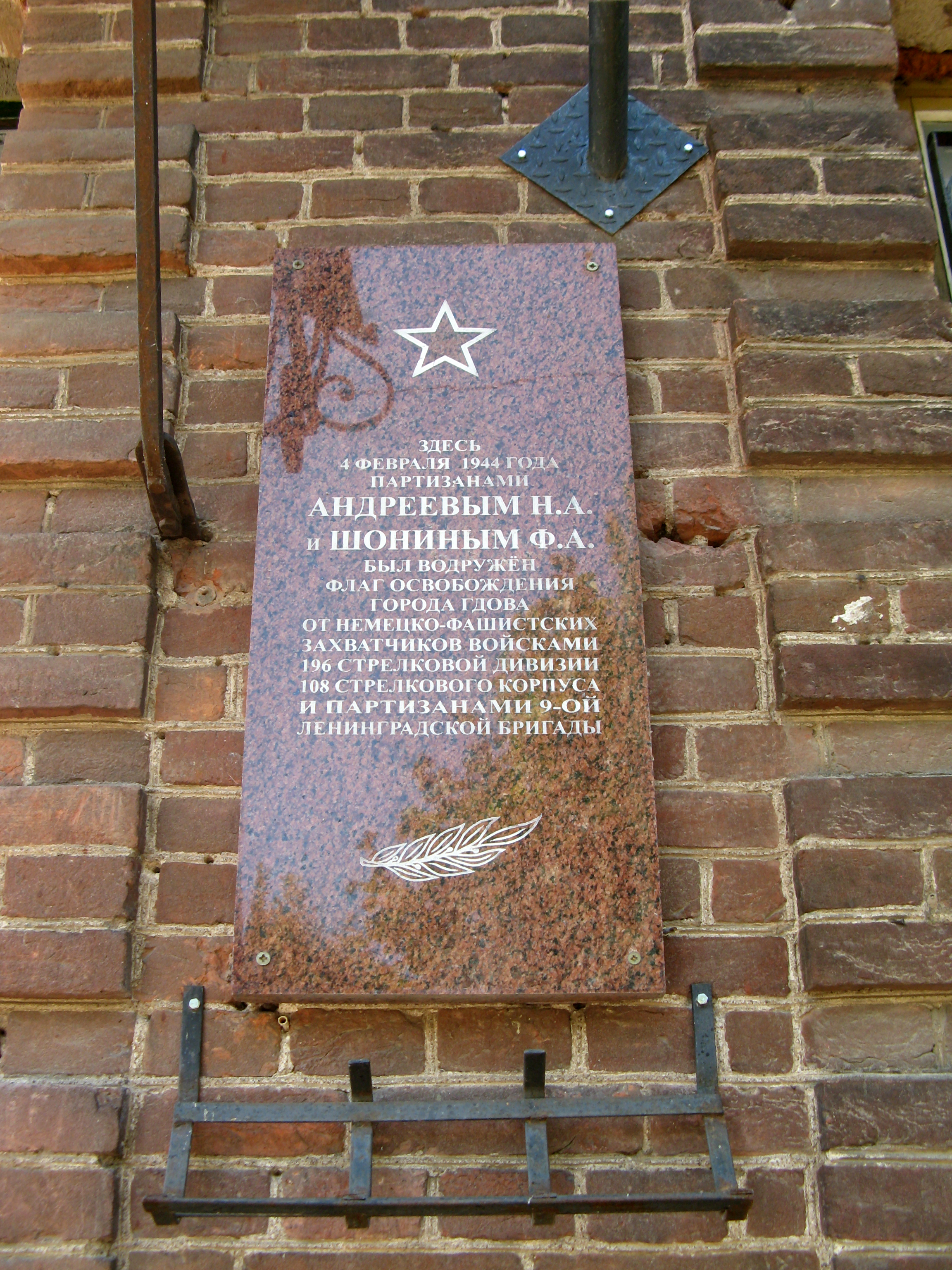
Мемориальная доска на здании
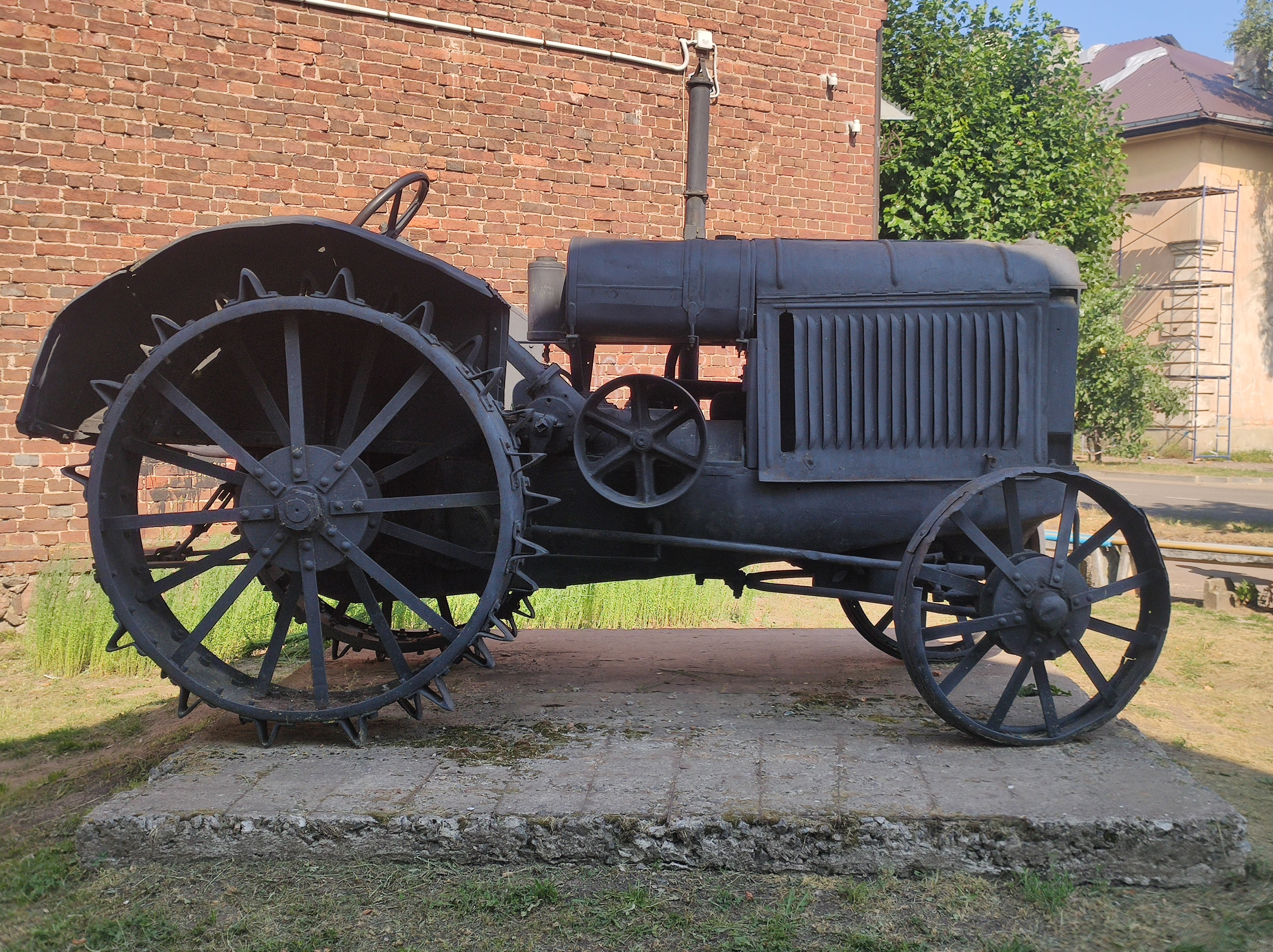
Наружный экспонат — исторический трактор
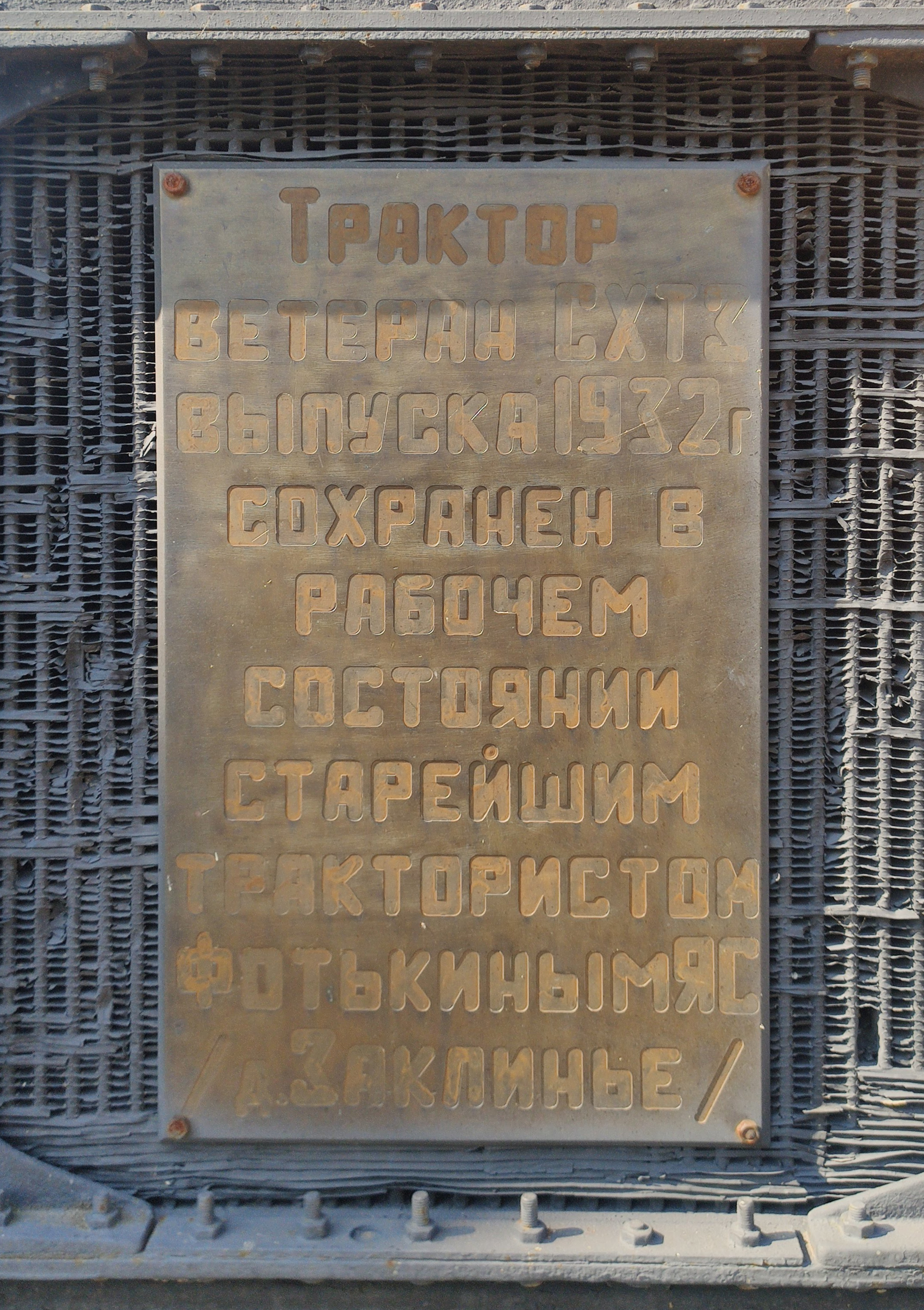
Описание трактора